# (1729) Beryl
(1729) Beryl es un asteroide que forma parte del cinturón de asteroides y fue descubierto por el equipo del Indiana Asteroid Program de la universidad de Indiana el 19 de septiembre de 1963 desde el observatorio Goethe Link de Brooklyn, Estados Unidos.

## Designación y nombre
Beryl recibió al principio la designación de 1963 SL.
Más adelante se nombró en honor de la astrónoma estadounidense Beryl H. Potter (1901-1985).

## Características orbitales
Beryl está situado a una distancia media del Sol de 2,23 ua, pudiendo alejarse hasta 2,454 ua y acercarse hasta 2,006 ua. Tiene una excentricidad de 0,1005 y una inclinación orbital de 2,442°. Emplea en completar una órbita alrededor del Sol 1217 días.